# 大関高増 (江戸時代)
大関 高増（おおぜき たかます）は、江戸時代前期の大名。下野国黒羽藩3代藩主。
慶長16年（1611年）、2代藩主・大関政増の長男として誕生。戦国時代の同名の人物の曾孫にあたる。
元和2年（1616年）に父・政増が死去し、藩主となった。
寛永10年（1633年）、井上政利や西郷正員、松平清昌と共に大阪加番に任じられる。寛永13年（1636年）、植村泰朝と共に駿府加番に任じられた。正保3年（1646年）、死去。享年36。
嫡男・増親が跡を継いだ。

## 系譜
父母
- 大関政増（父）
- しゃむ姫 ー 水野重央の娘（母）

正室
- 分部光信の娘

子女
- 大関増親（長男）生母は正室
- 大関増栄（次男）生母は正室
- 大関増公（三男）生母は正室
- 大関増俊
- 屋代忠正正室
- 村上正尚室
- 神尾守好室
- 神谷某室
- 浄法寺高政室
- 金丸資時室
- 杉原某室